# Joshua Whitehead
Pour les articles homonymes, voir Whitehead.
Joshua Whitehead est un romancier et poète canadien bispirituel des Premières Nations.
Membre des Oji-Cris de la Première Nation Peguis, au Manitoba, il commence à publier de la poésie en poursuivant ses études en baccalauréat à l'Université de Winnipeg.

## Biographie

### Carrière
Joshua Whitehead publie son premier ouvrage en 2017. Il s'agit de full-metal indigiqueer, un recueil de poèmes expérimentaux. S'inscrivant dans le genre cyberpunk, ceux-ci mettent en scène Zoa, un avatar du trickster des Premières Nations américaines.
L'année suivante, Joshua Whitehead publie un roman, Jonny Appleseed. Après avoir reçu le prix Lambda Literary de la fiction gay en 2019, Jonny Appleseed remporte le concours Canada Reads (en) en 2021. La même année, Stories First Production annonce réfléchir à adapter le roman en une mini-série de quatre épisodes.
En 2022, Joshua Whitehead publie son premier ouvrage de non-fiction, Making Love with the Land.

## Œuvre
- (en) Full-metal indigiqueer, 2017
- (en) Jonny Appleseed : a novel, Vancouver, Arsenal Pulp Press, septembre 2018, 224 p., 13,97 × 1,27 × 20,32 cm (ISBN 978-1551527253).
  - Jonny Appleseed  (trad. Arianne Des Rochers), Montréal (Québec)/27-Mesnil-sur-l'Estrée, Mémoire d'encrier, 2019, 267 p. (ISBN 978-2-89712-657-5).
- (en) Making Love with the Land, 2022
- (en) Joshua Whitehead et Angie Abdou (en), Indigiqueerness : A Conversation about Storytelling, 2023